# Scitovszky Béla
Nagykéri Scitovszky Béla (Budapest, 1878. január 23. – Budapest, 1959. augusztus 20.) a Nemzetgyűlés elnöke, belügyminiszter, nagybirtokos, országgyűlési képviselő.

## Élete
Államtudományi doktorátusát a Budapesti Egyetemen szerezte. 1902-től szolgabíróként működött Nógrád vármegyében, majd 1907-től főszolgabíró volt.
1910-ben választották meg képviselőnek munkapárti programmal. 1917. júliusa és 1918 novembere között a képviselőház elnöki tisztét látta el. A Nemzetgyűlés elnöke volt 1922. augusztus 18-tól 1926. október 18-ig. 1926. október 15-től 1931. augusztus 24-ig belügyminiszter volt a Bethlen-kormányban. Az 1922. évi választáson egységes párti programmal szerzett mandátumot. A képviselőháznak 1935-ig volt tagja.

## Családja
Szülei Scitovszky János és Szitányi Eugénia. 1957-ben Budapesten feleségül vette Bozsics Erzsébetet.